# Alfred Hesse (Maler, 1904)
Alfred Hesse (* 18. Mai 1904 in Schmiedeberg, Sachsen; † 25. November 1988 in Dresden) war ein deutscher Maler, Grafiker und Wandgestalter, Mitglied Künstlergruppe „Das Ufer – Gruppe 1947 Dresdner Künstler“, ab 1957 Dozent für Werklehre im Fachbereich Wandmalerei an der Hochschule für Bildende Künste Dresden, 1965 bis 1970 Professor für Wandmalerei.

## Leben

### Frühe Jahre
Alfred Hesse wurde von seinem Vater, der von Beruf Zimmermann war, schon früh im Zeichnen unterrichtet.

Hesse absolvierte eine Malerlehre und arbeitete als Dekorationsmaler.
1924 bewarb er sich an der Staatlichen Akademie für Kunstgewerbe Dresden. Aufgrund seiner eingereichten Künstlermappe erhielt er einen Freistudienplatz und freien Mittagstisch, wodurch sein Studium gesichert war. Seine Lehrer waren Arno Drescher, Georg Erler, Max Frey, Paul Herrmann und Heinrich Wieynck. Georg Erler, der so ausgezeichnet Kunst zu erklären verstand und das „Sehen“ von Kunst beibrachte, oder Arno Drescher, dessen großzügig-weiche Malweise dem gemütvollen Wesen von Alfred Hesse entgegenkam und in dessen Spätwerk nochmals stark spürbar wird, legten die Ecksteine für sein künstlerisches Fundament.
Schon in der Studienzeit erhielt Hesse mehrere Aufträge als Illustrator. Der Fritz-Riebold-Verlag nahm seine Arbeiterdarstellungen und Familienszenen in mehrere Bücher auf. 1927 gewann Hesse bei einem Preisausschreiben der „Sächsischen Werke“, dem Monatsblatt der Aktiengesellschaft Sächsische Werke, und illustrierte die Geschichte „Der verkannte Geliebte“ in der Zeitschrift „Elektrizität“. Aber nicht nur als Illustrator machte sich Hesse in dieser Zeit verdient, es entstanden auch mehrere Werbepappen u. a. für die Feldschlößchen-Brauerei, die Zigarettenfabrik Sulima, die Dresdner Gardinen- und Spitzenmanufaktur, die Zeitschrift „Die Neue Linie“ oder die Reemtsma-Zigarettenmarke Ova. Zum Ende des Studiums entstanden zudem mehrere Plakatentwürfe, darunter „Deutsche Lufthansa“, „Besucht Stettin“ und „Zoo“. 1929 wollte Hesse nach Berlin zu Emil Orlik an die Staatsschulen gehen, aber ein entscheidender Auftrag änderte seine Pläne.

### Frühe Künstlerjahre und Zeit des Zweiten Weltkrieges
Kurz nach Studienende erhielt Hesse seinen ersten künstlerischen Großauftrag vom Deutschen Hygiene-Museum in Dresden, der eine 10-jährige freiberufliche Tätigkeit einleitete. Es war ein 32 Meter langer Wandfries in Öl zu malen, der die „Ernährungsgeschichte der Menschheit“ darstellen sollte. Dies kam nicht nur Hesses Vorliebe für die großflächige Wandmalerei entgegen, sondern sicherte auch teilweise seinen Unterhalt für ein Leben in der Kunststadt Dresden. Das große Wandfries wurde jedoch später ein Opfer des vernichtenden Luftangriffes auf Dresden. Weitere Aufträge des Hygiene-Museums standen zunächst in Aussicht, und so wurde und blieb bis zu seinem Lebensende die Residenz an der Elbe die Wahlheimat Alfred Hesses.
Durch Ausstellungen im Haus der Juryfreien in Berlin, des Künstlerverbandes Dresden sowie des Sächsischen Kunstvereins, aber auch durch Galerieausstellungen in den Dresdner Kunsthandlungen Kühl und Richter wurde Hesse zunehmend für seine stimmungsvollen Aquarelle bekannt. Mehrere Studienreisen in die Niederlande, nach Ungarn und Österreich vertieften Hesses Vorliebe zur Landschaftsmalerei.
In der Zeit des Nationalsozialismus war Hesse mit unpolitischen Arbeiten auf einer bedeutenden Zahl von Einzel- und Gruppenausstellungen vertreten, u. a. auf mehreren Ausstellungen des Sächsischen Kunstvereins. Hesse nahm als Soldat der Wehrmacht am Zweiten Weltkrieg teil, in dem er u. a. in den Niederlanden im Einsatz war. Er kehrte 1946 nach britischer Gefangenschaft in Schleswig-Holstein nach Dresden zurück.

### Nachkriegszeit und 1950er Jahre
Als Hesse nach Dresden zurückkehrte, lag seine Heimatstadt in Trümmern. Wohnungsnot und Hunger herrschten, glücklicherweise hatte seine Familie überlebt. Viele Künstler begannen von Neuem und bereits nach kurzer Zeit entwickelte sich das gesellschaftliche Leben wieder. Die Auseinandersetzung mit Faschismus und Krieg, aber auch der Neuaufbau dominierte in der Dresdner Kunst und so auch in Hesses Schaffen. Er wurde Mitglied in der Dresdner Künstlergemeinschaft „Das Ufer – Gruppe 1947 Dresdner Künstler“.
Ab 1947 arbeitete Hesse freischaffend und war an mehreren Ausstellungen in Dresden, Freiberg und Berlin beteiligt, beispielsweise an Ausstellungen der Deutschen Akademie der Künste Berlin, der Staatlichen Kunstsammlungen Dresden und an einer Vielzahl „Das Ufer“-Ausstellungen.
Zwei Strömungen prägten im Folgenden seinen künstlerischen Lebensweg. Aus einer ungebundenen freien Schaffensfreude entstanden Aquarelle, Zeichnungen und Ölgemälde, überwiegend in der Landschaftsmalerei, ohne dabei figürliche Gestaltungen wie spielende Kinder, arbeitende Menschen oder Tierdarstellungen zu vernachlässigen. Die andere Strömung seines Schaffens war enger an gesetzte Grenzen, an Aufgaben und Zwecke gebunden – die Wandmalerei. Hesses Fähigkeiten in Kaseinmalerei, Sgraffitotechnik oder Glasmosaik fanden Niederschlag in mehreren architekturgebundenen Kunstwerken, so beispielsweise im ersten Wandgemälde, das nach 1945 in Dresden eingeweiht wurde. Dieses 1951 übergebene Wandbild im Oberlandesgericht wurde aber auch schon Opfer des neuen politischen Systems, eines kunstpolitischen Konflikts. Es wurde, wie eine Vielzahl früher Wandbilder der DDR, Opfer eines Bildersturms, der als erzieherische Maßnahme gegenüber den bildenden Künstlern und ihrer nicht erwünschten „formalistischen“ Kunst zu werten war.

### Hochschule für Bildende Künste Dresden
Hesse wurde durch seine Wandbilder in Dresden und sein gesamtes künstlerisches Werk für die Dozentenstelle der Werklehre an der Hochschule für Bildende Künste Dresden als besonders geeignet erachtet und 1957 als Dozent berufen. Hier prägte er besonders die werktechnische Ausbildung in Theorie und Praxis für die Studenten der Fachrichtung Wandmalerei von Heinz Lohmar und später Gerhard Bondzin. Dabei orientierte er sich an der Lehre von Kurt Wehlte und Kurt Herberts. 1965 wurde er zum Professor für Wandmalerei ernannt, 1970 schied er nach Erreichen der Altersgrenze aus.
In dieser Zeit entstand eine Reihe baugebundener Kunstwerke, die zum Teil heute noch in Dresden zu besichtigen sind. Das Wandgemälde „Mensch und Wissenschaft“ von 1959 im Foyer der Dresdner Hochschule für Ingenieurwesen reflektiert die Auseinandersetzung mit dem Thema Energie. 2009 wurde dieses Wandbild kurz vor dessen Abriss während des Umbaues des Gebäudekomplexes durch die Hochschule für Bildende Künste Dresden, Fachklasse Konservierung und Restauration von Wandmalerei und Architekturfarbigkeit, gerettet und der Nachwelt erhalten.
Ein weiteres, 2009 restauriertes und konserviertes Wandbild am Gebäude des Marie-Curie-Gymnasiums Dresden beschäftigt sich mit dem Thema „Der erste Mensch im Weltall“.
Einschneidende Eindrücke hinterließ 1964 seine fünfwöchige Studienreise durch die Mongolei. Das absolute Anderssein jener Landschaft, ihrer Weite und zugleich ihre intensive „Erdnähe“ müssen Hesse, der ohnehin für das Phänomen „Landschaft“ aufgeschlossen war, zutiefst beeindruckt haben. In der folgenden intensiven, mehrjährigen Schaffensperiode entstand eine Vielzahl von Werken, die in mehreren Ausstellungen gezeigt wurden. Beispielsweise widmeten sich diesem Thema die Eröffnungsausstellung des Glockenspielpavillons des Dresdner Zwingers 1964 wie auch die 1965 in der Ostasiatischen Sammlung des Pergamonmuseums in Berlin präsentierte Ausstellung „Erlebnis Mongolei“. Die Stadt Dresden ehrte Hesse 1965 mit dem Martin-Andersen-Nexö-Kunstpreis.

### Das späte Werk
„Das Naturerlebnis ist für mich Ausgang jeder Arbeit.“ Dieses Bekenntnis begleitete Hesse, seitdem er sich Anfang der sechziger Jahre in besonderem Maße der Sächsischen Schweiz zuwandte, zunächst an der Seite eines Wanderfreundes, später auch allein.
Ungezählte Landschaftsdarstellungen aus dem Elbebereich, dem Erzgebirge und von der Ostsee zeugen von seiner immer wieder neu entdeckten Liebe zur Natur, die angefüllt mit „Möwenbäumen“, „Wurzelkraken“ oder „Felsenmuscheln“ ihn in dieser späten Schaffensperiode zu fast surrealistischen Darstellungen anregte. Hesse gestand: „Je mehr die Formensprache der Sächsischen Schweiz mir innerlich vertraut wurde, umso mehr gewann und gewinnt sie in der Motivierung meiner Arbeiten einen primären Platz in meinem gegenwärtigen Schaffen, vergleichbar einer späten Liebe.“
In den letzten Jahren konnte Hesse kaum noch zu Pinsel und Stift greifen, was ihn schmerzte, weil er ein Leben lang ein intensiv Schaffender war, immer mit Skizzenblock draußen in der Natur. Er ließ sich noch oft an die Stellen fahren, die ihm am liebsten waren: die Elbe mit ihren Hängen, die Berge und Schluchten der Sächsischen Schweiz und seine engere Heimat um das osterzgebirgische Schmiedeberg. Am 25. November 1988 starb Alfred Hesse in seinem Haus in Dresden.

## Museen und öffentliche Sammlungen mit Werken Hesses (mutmaßlich unvollständig)
- Berlin: Neue Nationalgalerie[4]
- Berlin: Deutsches Historisches Museum
- Chemnitz: Kunstsammlungen am Theaterplatz
- Dresden: Galerie Neue Meister[5]
- Dresden: Kupferstichkabinett[5]
- Dresden: Sächsischer Kunstfonds[5]
- Dresden: Stadtmuseum
- Frankfurt/Oder: Brandenburgisches Landesmuseum für moderne Kunst

Werke befinden sich auch in der Bundeskunstsammlung einschließlich in den diplomatischen Vertretungen der Bundesrepublik in Paris, Rom, Lagos, Wien, New York, Helsinki, Mexiko, Porto und Shanghai.

## Künstlerisches Werk

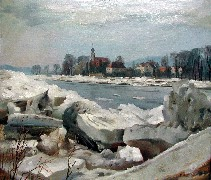
Gemälde von Alfred Hesse „Eiswinter an der Elbe“

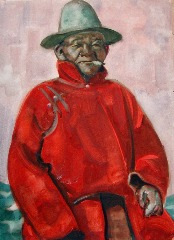
Aquarell von Alfred Hesse „Mongole in rotem Deel“

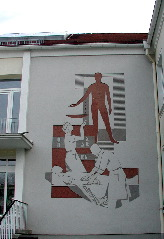
Sgraffito von Alfred Hesse

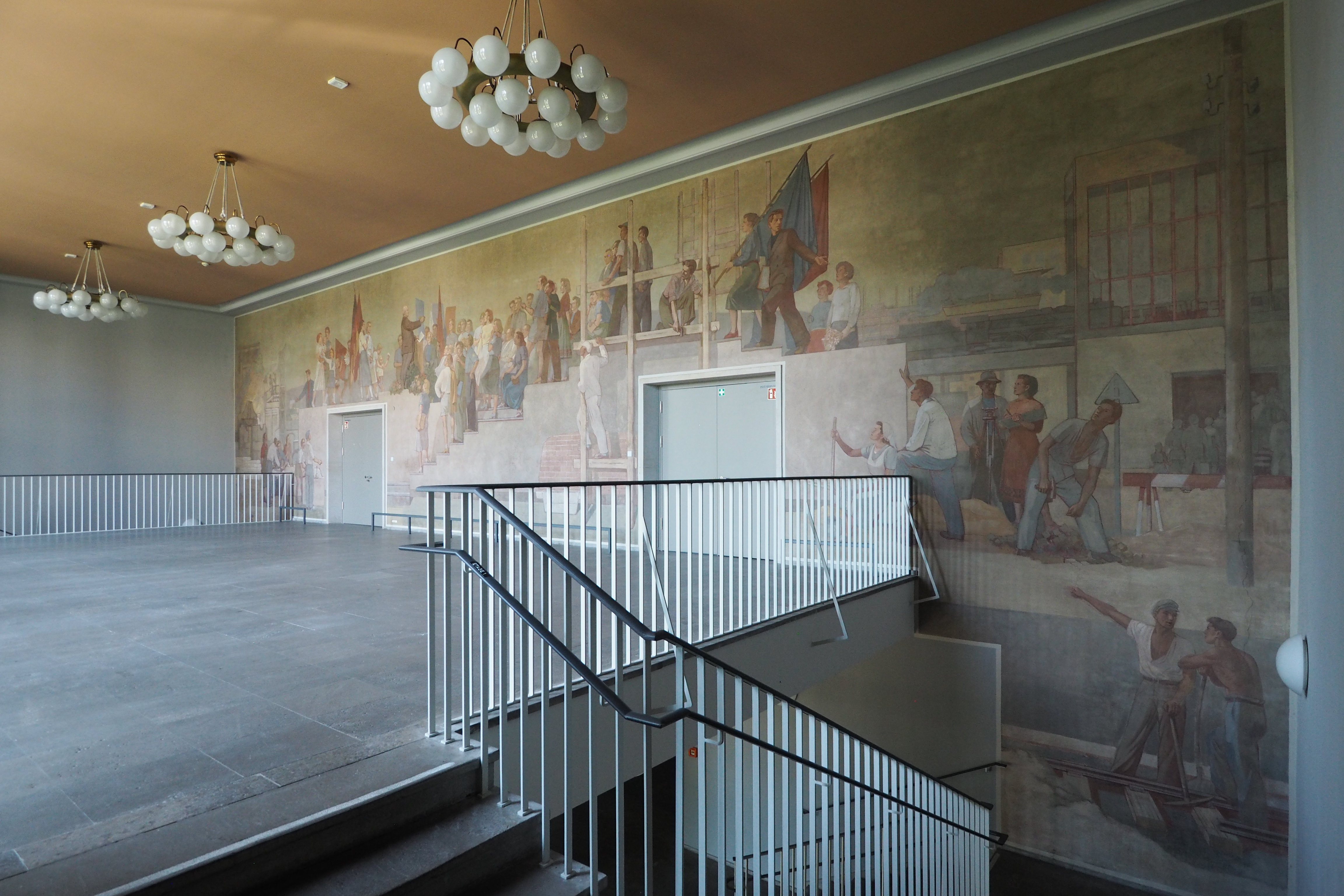
Wandgemälde von Alfred Hesse und Erich Gerlach

Verwurzelt in der Neuen Sachlichkeit ist Hesses Schaffen der realistischen Kunstrichtung zuzuordnen, auch wenn zeitweise expressive, surrealistische und kubistische Einflüsse erkennbar sind.

### Malerei und Grafik
Hesse beherrschte ein breites Spektrum an Maltechniken. Er verwendete neben Wasser- und Ölfarben, auch Kreiden oder Kaseinfarben und experimentierte auf verschiedenen Untergründen. Seine künstlerischen Druckgrafiken umfassen Lithografien, Radierungen und Holzschnitte und zeigen ein breites thematisches Spektrum: Personen-, insbesondere Kinderdarstellungen, Landschafts-, Dorf- und Städteansichten.

### Baugebundene Kunst
Hesse gestaltete Kaseinmalerei, Sgraffitotechnik und Glasmosaik. Viele seiner baugebundenen Arbeiten im sächsischen Raum sind erhalten geblieben und wurden in den letzten Jahren konserviert und restauriert:
- Sgraffito „Der erste Mensch im Weltall“, Marie-Curie-Gymnasium Dresden, Zirkusstraße 7, restauriert 2009 durch die Hochschule für Bildende Künste Dresden, Studiengang Kunsttechnologie, Konservierung und Restaurierung von Kunst- und Kulturgut, Fachklasse für Konservierung und Restaurierung von Wandmalerei und Architekturfarbigkeit
- Wandmalerei Gerhart-Potthoff-Bau, TU Dresden, Fritz-Foerster-Platz; gemeinsame Arbeit mit Erich Gerlach
- Sgraffito am ehemaligen Institut für Blutspendewesen, Medizinische Akademie Dresden, Fiedlerstraße, zusätzlich befindet sich eine Reproduktion im neuen Gebäude des Blutspendewesens (Blasewitzer Straße 68–70, Hinterhaus)
- Wandmalerei „Mensch und Wissenschaft“ im Treppenaufgang der ehemaligen Ingenieursschule, später TU Dresden, Hans-Grundig-Straße 25, Wandbild wurde durch die Hochschule für Bildende Künste Dresden abgenommen, befindet sich zurzeit in der Hochschule[6]
- Wandmalerei im Kulturhaus FEMA (ehemals VEB Silika- und Schamottewerke) in Rietschen/Oberlausitz, Rothenburger Straße 14

## Ausstellungen (unvollständig)
In 190 Ausstellungen in Deutschland, der Mongolei, der Volksrepublik China, Ungarn, Finnland, England und Polen wurden die Werke Alfred Hesses bisher gezeigt.
Ausgewählte Einzelausstellungen und Beteiligungen:
- 1931: Berlin, Juryfreie Kunstschau, Sonderausstellung Achte Reihe
- 1946: Kiel Kunstsalon Hans Roos „Gemälde-Ausstellung G. Alfred Hesse“
- 1946: Dippoldiswalde, Ausstellung „Heimat + Arbeit“
- 1947: Freiberg, Stadt- und Bergbaumuseum, 2. Ausstellung Erzgebirgischer Künstler[7]
- 1948: Freiberg, 3. Ausstellung Erzgebirgischer Künstler[8]
- 1949 bis 1973: Dresden, 2. Deutsche Kunstausstellung bis VII. Kunstausstellung der DDR
- 1951/1952: Berlin, Museumsbau am Kupfergraben („Künstler schaffen für den Frieden“)
- 1951 und 1952: Chemnitz, Schlossbergmuseum (Mittelsächsische Kunstausstellung)
- 1954: Dresden Albertinum, Herbstausstellung Dresdner Künstler
- 1956: Dresden, Albertinum, „Kunstausstellung Dresdner und Stuttgarter Künstler – 750 Jahre Dresden“
- 1961: Karl-Marx-Stadt, Städtische Kunstsammlungen „Alfred Hesse – Gemälde/Aquarelle/Zeichnungen“
- 1963: Görlitz, Städtische Kunstsammlungen „Alfred Hesse – Gemälde, Aquarelle und Grafik“
- 1964: Dresden, Zwinger, Eröffnungsausstellung des Glockenspielpavillons „Alfred Hesse – Gemälde, Aquarelle und Grafik“
- 1964/1965: Dresden, „200 Jahre Hochschule für Bildende Künste“
- 1965: Berlin, Ostasiatische Sammlung im Pergamonmuseum, „Erlebnis Mongolei Alfred Hesse – Malerei und Grafik“
- 1965: Dresden, Dresdner Zwinger/Glockenspielpavillon, „Alfred Hesse, Waldo Köhler“
- 1967, 1968: Dachau, Kunstausstellungen im Dachauer Schloss
- 1968: Halle/Saale, Staatliche Galerie Moritzburg („Sieger der Geschichte“)
- 1970: Dresden, Staatliche Kunstsammlung, „Unsterbliches Dresden“
- 1976: Dresden, Galerie Neue Meister, „200 Jahre Malerei in Dresden“
- 1976: Karl-Marx-Stadt, Städtische Museen („Jugend und Jugendobjekte im Sozialismus“)
- 1984: Dresden, Pretiosensaal des Dresdner Schlosses, „Das Ufer – Gruppe 1947 Dresdner Künstler“
- 1985: Dresden, Albertinum („Bekenntnis und Verpflichtung“)
- 2003: Kunsthaus Dresden, „Keep on Looking“
- 2007–2011: Dresden, Ausstellungen in den Kunstfonds der Staatlichen Kunstsammlungen
- 2012: Wilsdruff, Einzelausstellung im Heimatmuseum „Verwandlungen“
- 2012: Hamburg, Einzelausstellung im Zoologischen Museum Hamburg „Eingefangen mit dem Auge – Tierzeichnungen und -skizzen von Alfred Hesse“
- 2014: Dippoldiswalde, Einzelausstellung zum 110. Geburtstag Hesses im Museum Osterzgebirgsgalerie im Schloss Dippoldiswalde „Alfred Hesse (1904–1988) Malerei und Grafik“
- 2014: Dresden, Jubiläumsausstellung zum 110. Geburtstag „Alfred Hesse – Maler.Grafiker.Wandbildner“, Villa Eschebach, Dresdner Volksbank Raiffeisenbank eG, 14. Oktober 2014 bis 9. Januar 2015[9][10]
- 2015–2017: Wanderausstellung „Industrieruinen – Ästhetik des Verfalls“ zeigt einziges Glasbild des Künstlers im ehemaligen VEB Robotron Radeberg, Original abgerissen
- 2018: Ausstellung „Der Kunstbesitz der TU Dresden #1 – Erwerbungen und Auftragsarbeiten aus den 1950er Jahren“[11]
- 2018: Alfred Hesse Symposium zum 30. Todestag des Künstlers in der Kustodie der TU Dresden mit Ausstellung von Aquarellen aus dem Kunstbesitz der TU
- 2020–2021: Ausstellung „Der Kunstbesitz der TU Dresden #2 Realismus und Ostmoderne – Erwerbungen und Auftragsarbeiten aus den 1960er Jahren“[12]
- 2022: Ausstellung im Dresdner Albertinum „Revolutionary Romances — PROLOG. Transkulturelle Kunstgeschichten in der DDR“[13]
- 2023–2024: Ausstellung im Dresdner Albertinum „Revolutionary Romances. Globale Kunstgeschichten der DDR“[14]
- 2025: Ausstellung in der Städtische Galerie Dresden „Ansichtssache. Dresden im Bild“[15]
- 2025: Ausstellung in der Villa Eschebach „Menschen und Landschaften des Osterzgebirges“[16]